# Anime Virtual
Anime Virtual – szwajcarska firma zajmująca się dystrybucją anime na DVD. Posiada swoje oddziały m.in. w Niemczech, Szwecji oraz w Polsce.
W Polsce Anime Virtual zadebiutował poprzez wydanie serii: 3x3 Oczy, Gravitation, Get Backers, Great Teacher Onizuka, Gunslinger Girl i Ninja Scroll. W początkowych latach swojego istnienia firma krytykowana była głównie za wysoką cenę wydawanych przez siebie produktów oraz za liczne błędy w tłumaczeniach. Z czasem ceny zostały bardziej dostosowane do krajowych warunków. W roku 2007 firma była największym dystrybutorem anime w Polsce. Polski oddział Anime Virtual wraz z prawami do dystrybucji został wykupiony przez Vision w 2010 roku.
Anime Virtual oprócz swoich serii wydawał w Polsce również tytuły francuskiej firmy Beez Entertainment.

## Tytuły wydane w Polsce
| - 3×3 Oczy - Astraea Testament - Black Lagoon - Boso przez Hiroszimę - Coyote Ragtime Show - Discipline - El Cazador de la bruja - G-Taste - Genshiken - Get Backers - Gravitation - Great Teacher Onizuka - Gunslinger Girl - I"s - Ikki Tousen Dragon Destiny - Itsudatte My Santa - Japonia - moja ojczyzna (Furosato Japan) - Wieczność, której pragniesz - Magister Negi Magi - Magister Negi Magi Negima!? | - Maison Ikkoku - Manga Love Story - Mobile Suit Gundam - Mobile Suit Gundam Seed - Ninja Resurrection - Ninja Scroll - O dziewczynie skaczącej przez czas - Oh! My Goddess - Ouran High School Host Club - Paranoia Agent - Planetes - Saiyuki Requiem - Tenjo tenge - Melancholia Haruhi Suzumiyi - Tsubasa Chronicle - Utena - The Movie - Wolf’s Rain - Vampire Knight - Vampire Knight Guilty - ×××HOLiC |

## Tytuły w planach
| - Okane Ga Nai (No Money) - Gunslinger Girl - IL TEATRINO - Beautiful / Arumdabda - Marine Aquarium |